# Севастопольский институт ядерной энергии и промышленности
Институт ядерной энергии и промышленности Севастопольского государственного университета готовит специалистов для атомной энергетики и промышленности, систем энергоснабжения, специалистов по охране окружающей среды, энергосберегающим и компьютерным технологиям.
Ныне входит в состав Севастопольского государственного университета.

## История
Проект здания (дворец типа Смольного и Адмиралтейства в Санкт-Петербурге) был разработан в начале прошлого века известным петроградским архитектором Александром Александровичем Венсаном. Здание заложено 23 июня 1915 года. В нём размещался 2-й Морской кадетский корпус для подготовки офицеров военно-морского флота России, в котором предполагалось обучение сына царя Николая II. На территории бухты Голландия с 1924 по 1931 год находилось училище морских лётчиков, впоследствии переведённое в Ейск. После окончания Великой Отечественной войны в 1951 году на базе недостроенного здания 2-го Морского кадетского корпуса решением советского правительства и командования ВМФ СССР было создано 3-е высшее военно-морское инженерное училище (ВВМИУ).
С 1954 года училище стало готовить инженеров-механиков для советского подводного флота (ВВМИУ ПП — «подводного плавания»).
С 1964 года училище было переименовано в севастопольское высшее военно-морское инженерное училище СВВМИУ, выпускавшее специалистов для советского атомного подводного флота. При становлении суверенного государства Украина в СВВМИУ располагались инженерные факультеты военно-морского института Украины. В этот же период был образован факультет по подготовке специалистов для атомной энергетики Украины.
2 августа 1996 года постановлением Кабинета Министров Украины № 884 на базе этого факультета был создан Севастопольский институт ядерной энергии и промышленности (СИЯЭиП).
27 марта 2002 года указом Президента Украины № 305/2002 институту присвоен статус «Национальный».
В соответствии с Указом Президента Украины № 2/2005 «О Севастопольском национальном институте ядерной энергии и промышленности» и Распоряжением Кабинета Министров Украины от 26 мая № 159-р «О создании Севастопольского национального университета ядерной энергии и промышленности» СНИЯЭиП реформирован в университет — Севастопольский национальный университет ядерной энергии и промышленности (СНУЯЭиП).
После присоединения Крыма к Российской Федерации Правительство РФ 8 октября 2014 года издало распоряжение о создании на базе ряда образовательных организаций города, в том числе и Севастопольского национального университета ядерной энергии и промышленности, Севастопольского государственного университета. Соответственно, с 2015 года Севастопольский национальный университет ядерной энергии и промышленности входит в состав Севастопольского государственного университета — как Институт ядерной энергии и промышленности.

## Научная деятельность

### Фундамент
В состав СНУЯЭиП входят:
- 5 учебно-научных институтов;

Научно-исследовательские лаборатории (НИЛ):
- НИЛ прикладной физики и нанотехнологий в энергетике;
- НИЛ биотехнологий и экономического мониторинга;
- НИЛ ядерно-химических исследований и радиационно-технологического контроля;
- учебно-научный ядерный центр «ИЯЦ-200».

### Направления НИР
Основными направлениями НИР в университете, которые проводятся с целью улучшения развития ТЭК Украины, повышения качества подготовки специалистов и квалификации научно-педагогических кадров, является:
- анализ безопасности реакторной установки АЭС;
- исследование характеристик активных зон ядерных реакторов;
- исследования в области ядерной и радиационной безопасности, охраны окружающей среды, экологии;
- исследования в области обращения с РАВ; снятия энергоблоков с эксплуатации;
- обеспечение пожарной и технической безопасности АЭС;
- разработки в области материаловедения;
- разработки в области воднохимического режима АЭС;
- исследования в области подготовки персонала АЭС;
- организация руководства (управления) персоналом АЭС в аварийных ситуациях;
- исследования в области физической защиты, метрологического обеспечения и электробезопасности АЭС;
- разработка программ развития и функционирования информационно-технологических комплексов;
- исследования воздействия ионизирующих излучений для развития народного хозяйства;
- техническая диагностика энергетического оборудования и систем энергоблоков АЭС;
- экономические и экологические аспекты нетрадиционных источников энергии.

### Научная база
В состав научно-исследовательской базы входят:
- исследовательский реактор ИР-100;
- подкритическая сборка реактора;
- теплофизический стенд;
- оборудование научно-исследовательских лаборатоий;
- лабораторное оборудование учебных и специальных кафедр, тренажеры научно-учебного института АЭ.

## Материальная база
В распоряжении студентов и преподавателей обширная материальная база, включающая в себя:
- научно-техническую библиотеку;
- вычислительный центр;
- компьютерные классы;
- учебные лаборатории, оснащенные всем необходимым для обучения и научной работы.
- Центр морских исследований и технологий СевГУ

Учебно-исследовательский реактор ИР-100 и комплекс локальных обучающих тренажеров дают уникальную возможность проводить практические занятия в условиях, приближенных к реальным условиям эксплуатации оборудования предприятий.

## Кафедры
- Ядерные энергетические установки
- Системы контроля и управления атомных станций
- Электроэнергетические системы атомных станций
- Возобновляемые источники энергии и электрические системы и сети
- Химические технологии и новые материалы
- Радиоэкология и экологическая безопасность
- Паротурбинные установки

## Награды и репутация
Севастопольский национальный университет ядерной энергии и промышленности занимал 97-е место в рейтинге университетов Украины III, IV уровней аккредитации «Топ-200 Украина» в 2014 году